# ماسیمیلیانو آماتو
ماسیمیلیانو آماتو (ایتالیایی: Massimiliano Amato؛ زادهٔ ۱۴ اکتبر ۱۹۶۳) فیلم‌نامه‌نویس، هنرپیشه و کارگردان اهل ایتالیا است.
از فیلم‌ها یا مجموعه‌های تلویزیونی که وی در آن‌ها نقش داشته‌است می‌توان به برون‌رفت: یک روایت شخصی، زندگی، پدر ماتئو، جنایت‌های غیرحرفه‌ای، حوزه استحفاظی و افسران پلیس اشاره نمود.